# Juan David Argüello
Juan Argüello, nacido en Atyrá, Paraguay, el 28 de septiembre de 1991) es un futbolista paraguayo, que juega de mediocampista y que actualmente milita en el Sportivo Carapeguá en la Segunda División de Paraguay.

## Clubes
| Club               | País     | Año         |
| ------------------ | -------- | ----------- |
| Nacional           | Paraguay | 2011 - 2019 |
| Sportivo Luqueño   | Paraguay | 2019        |
| Nacional           | Paraguay | 2021        |
| Sportivo Carapeguá | Paraguay | 2023        |

- Datos: Q18719596